# Зарудний Микола Олексійович
Микола Олексійович Зарудний (13 (25) вересня 1859 Грякове, сьогодні Полтавської області — 17 березня 1919, Ташкент) — українсько-російський зоолог — орнітолог і мандрівник.

## Біографія
Закінчив учительську семінарію військового відомства і Оренбурзьке юнкерське козаче училище. Викладав в Оренбурзькій військовій прогімназії і в Псковському кадетському корпусі. Подорожував по Оренбурзькому краю, Бухарі, Закаспійському краю, Персії і Белуджистані. Його зоологічні збори в подорожах послужили матеріалом для цілого ряду статей як для росіян, так і західноєвропейських натуралістів.

## Праці
- Орнітологічна фауна Оренбурзького краю («Примітки Імператорської Академії Наук», 1888, заслужена премії Академіка Брандта).
- Екскурсія по Північно-Східній Персії і птахи цієї країни (ib., 1900).
- Про знаходженні Melivora indica в Закаспійській області (разом з Біхнером, ib., 1892).
- Орнітологічна фауна області Аму-Дар'ї між містами Чарджуї і Келіф («Bulletin de la Société impériale des naturalistes de Moscou», 1890).
- Oiseaux de la Contrée Trans-Caspienne (ib., 1885).
- Recherches zoologiques dans la Contrée Trans-Caspienne (ib., 1890).
- Матеріали для орнітологічної фауни Північної Персії (ih., 1891).
- Note sur une nouvelle espèce de mésange (ib., 1893).
- Матеріали для фауни амфібій і рептилій Оренбурзького краю (ib., 1895).
- Нотатки з фауни ссавців Оренбурзького краю (ib., 1895).
- Попередній короткий звіт про поїздку в Персію в 1900–1901 рр. ("Записки Імператорського Російського Географічного Товариства, 1902).
- Птахи Східної Персії (ib., 1903).
- Про гадах і рибах Східної Персії (ib., 1904).
- Орнітологічна фауна Східної Персії (ib.).
- Подорож по Західній Персії в 1903–1904 рр. (ib.).
- Птахи Псковської губернії («Примітки Імператорської Академії Наук» з фізико-математичного відділу. Т. 25, № 2. 182 с. СПб. 1910).
- Ряд статей у «Щорічнику Зоологічного Музею Імператорської Академії Наук», «Працях Санкт-Петербурзького Товариства натуралістів», "Ornithologische Monatsberichte"і «Ornithologisches Jahrbuch».